# 河北铁角蕨
河北铁角蕨（学名：Asplenium hebeiense）为铁角蕨科铁角蕨属下的一个种。

## 扩展阅读
- 維基物種上的相關：河北铁角蕨